# Ethylgruppe

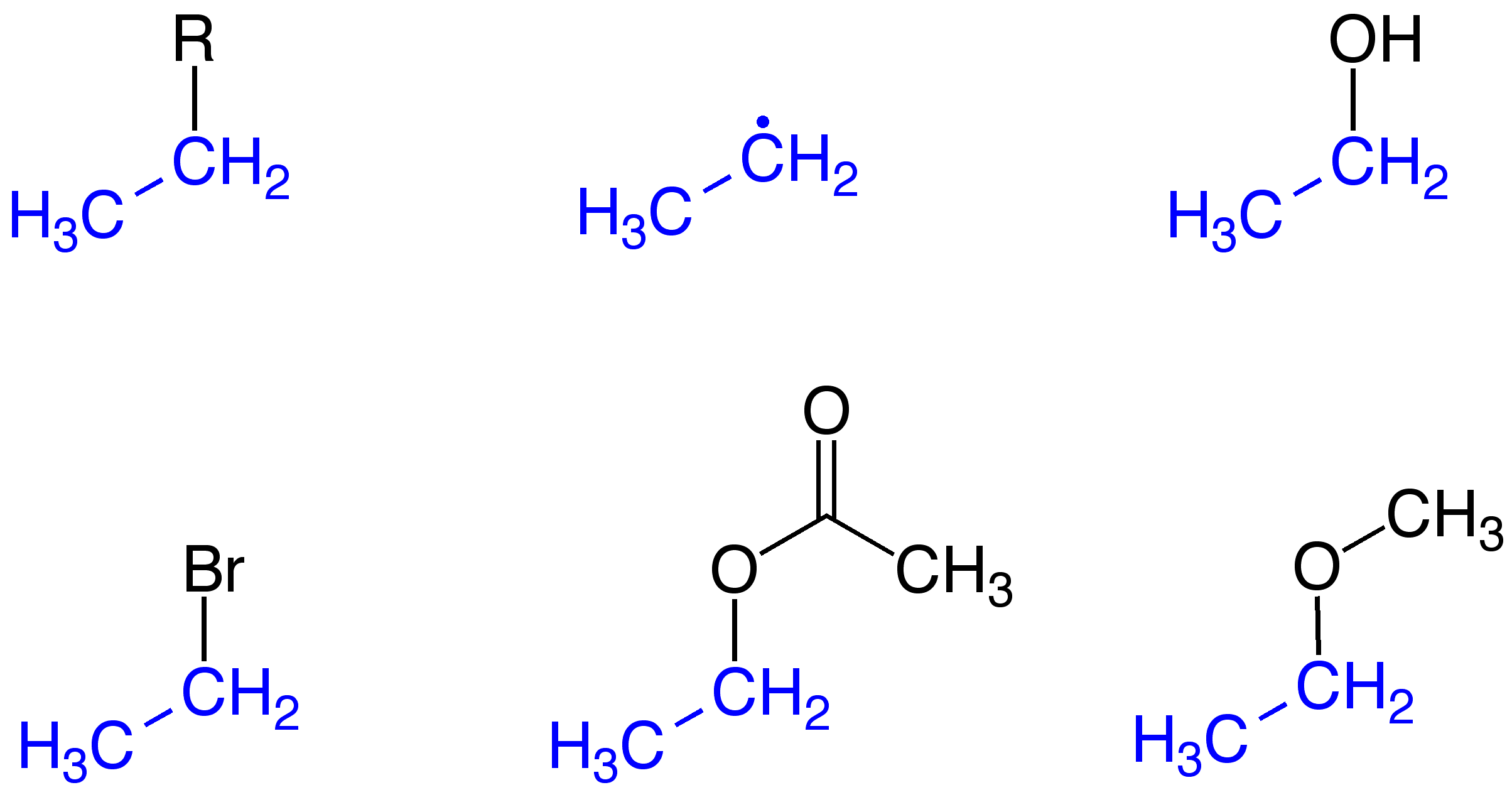
Ethylgruppe (blau markiert) oben, von links nach rechts, als Teil eines Moleküls, als Ethylradikal und in Ethanol sowie unten, von links nach rechts, in Bromethan, Essigsäureethylester und Ethylmethylether. R = Heteroatom, Organyl-Rest, wie Alkyl, Aryl, Allyl etc. oder andere Reste mit einer freien Valenz.

Die Ethylgruppe ist eine Atomanordnung der organischen Chemie mit der Formel 
–CH2–CH3 bzw. –C2H5
und gehört zu den Alkylgruppen. Sie ist nicht als stabile Verbindung darstellbar und existiert nur als sehr kurzlebiges Intermediat in chemischen Reaktionen. Die Ethylgruppe lässt sich gedanklich durch Abstraktion eines Wasserstoffatoms aus Ethan darstellen.
In der chemischen Literatur wird die Ethylgruppe mit „Et“ abgekürzt, z. B. Diethylether als Et2O. Weitere Beispiele für Moleküle mit Ethylgruppen sind: 2-Ethylhexanol (C8H18O), Tetraethylblei (Pb(CH2CH3)4), Methylethylketon (CH3COCH2CH3).
Die deutsche Bezeichnung Äthylgruppe ist heute aufgrund der Anglisierung der Fachsprache nicht mehr gebräuchlich und findet sich nur noch in alten Versuchsbeschreibungen, so hieß zum Beispiel das Ethanol früher Äthanol oder Äthylalkohol.
Die nächstkleinere bzw. größere Alkylgruppe sind die Methylgruppe (–CH3) und die Propylgruppe (–C3H7).